# Novi Film
Novi Film (serbokroatisch für: Neuer Film; später auch Crni talas = Schwarze Welle genannt) war eine Bewegung im jugoslawischen Spielfilm in den 1960er Jahren, die sich vom bis dahin üblichen, am italienischen Neorealismus orientierenden Stil, abgrenzt, ohne selbst als einheitlicher Stil aufzutreten.
Bedeutende Vertreter waren Boštjan Hladnik, Aleksandar Petrović und Dušan Makavejev.